# SN 2009hv
SN 2009hv – supernowa typu Ia odkryta 25 czerwca 2009 roku w galaktyce A145432+1839. W momencie odkrycia miała maksymalną jasność 18,60m.